# Autostrada A18 (Belgia)
Autostrada A18 (fla. Autosnelweg A18) – autostrada w Belgii w ciągu trasy europejskiej E40.  
Autostrada łączy Brugię i Ostendę z granicą Francji w pobliżu Dunkierki. Jest fragmentem szlaku komunikacyjnego umożliwiającego przejazd z Antwerpii do Calais.